# Heidi Rehn

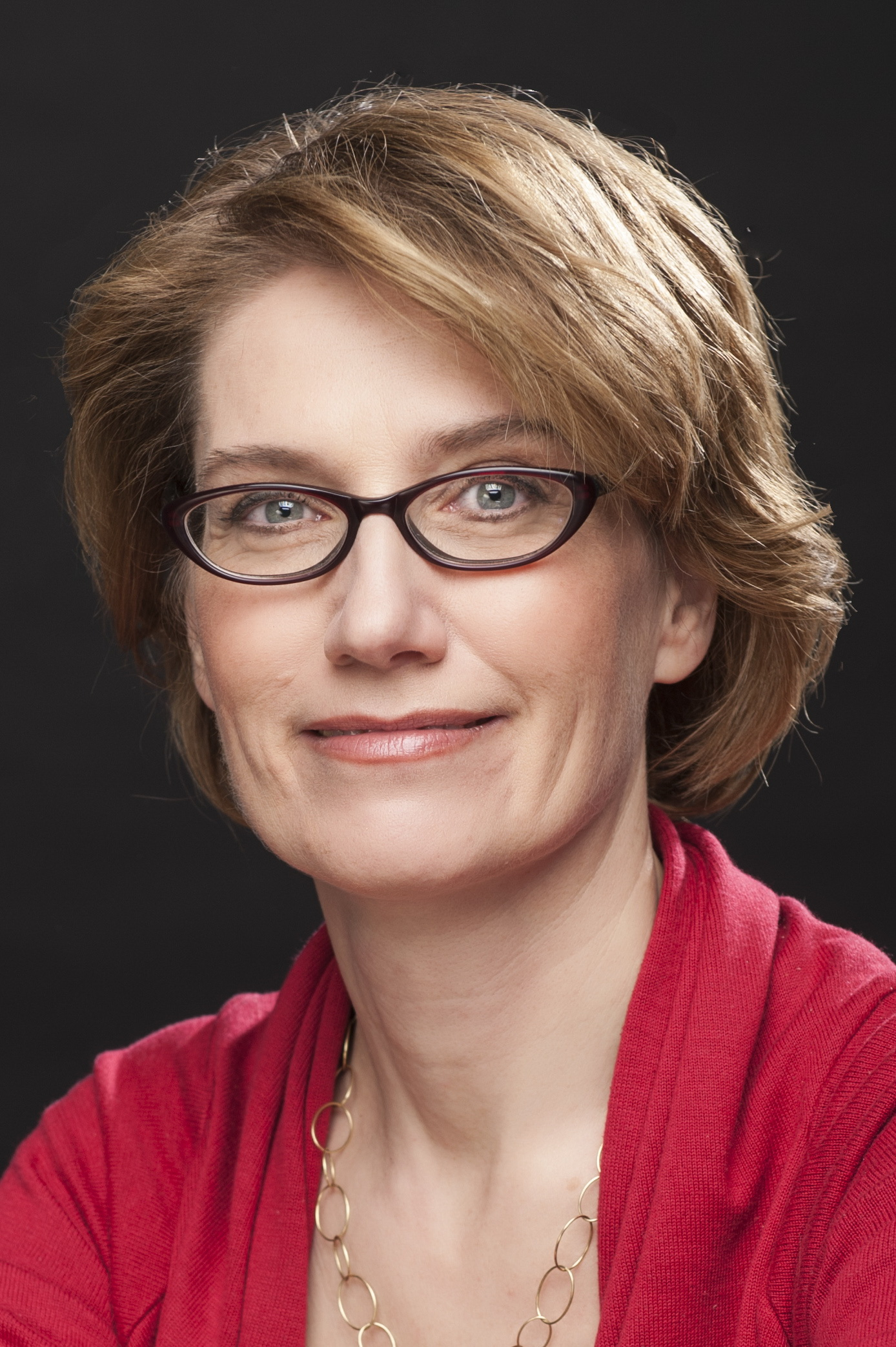
Heidi Rehn

Heidi Rehn, geborene Zimmer (* 18. Oktober 1966 in Koblenz-Moselweiß, Rheinland-Pfalz) ist eine deutsche Journalistin und Schriftstellerin.

## Leben
Heidi Rehn wuchs in Bad Salzig auf und besuchte das Kant-Gymnasium Boppard. Nach der Schulzeit zog sie nach München und studierte von 1986 bis 1992 an der LMU Germanistik, Geschichte, BWL und Kommunikationswissenschaft. Noch während des Studiums begann sie als Redakteurin beim von Dietz-Rüdiger Moser herausgegebenen Neuen Lexikon zur deutschsprachigen Gegenwartsliteratur und bei der Zeitschrift Literatur in Bayern zu arbeiten.
Nach dem Studium bekam Rehn einen Lehrauftrag und anschließend eine Dozentenstelle am Institut für bayerische Literaturgeschichte der LMU.
Zwischen 1993 und 1997 war sie in einer Münchner PR-Agentur tätig, danach arbeitete sie als freie Journalistin und Texterin für Zeitungen und Zeitschriften.
2000 veröffentlichte Rehn mit Das Institut ihren ersten Roman. Sie schildert darin den Universitätsalltag aus weiblicher Perspektive. 2005 folgte ihr erster historischer Roman,Thonets Gesellen.
Rehn ist Mitglied beim Syndikat – Vereinigung deutschsprachiger Krimiautoren und organisierte einige Jahre lang den Friedrich-Glauser-Preis in den Sparten Debüt, Roman und Ehrenglauser.
Sie ist verheiratet und lebt mit ihrer Familie in München.

## Werke (Auswahl)
Romane
- Das Institut. Rowohlt, Reinbek 2000, ISBN 3-499-22672-3
- Thonets Gesellen. Emons, Köln 2005, ISBN 3-89705-372-1
- Blutige Hände. Historischer Kriminalroman. Emons, Köln 2006, ISBN 978-3-89705-457-8
- Tod im Englischen Garten. Historischer Kriminalroman. Emons, Köln 2007, ISBN 978-3-89705-507-0
- Wundärztin-Trilogie

1. Die Wundärztin. Knaur, München 2010, ISBN 978-3-426-50537-3
2. Hexengold. Knaur, München 2011, ISBN 978-3-426-50544-1
3. Bernsteinerbe. Knaur, München 2012, ISBN 978-3-426-50732-2

- Gold und Stein. Knaur, München 2013, ISBN 978-3-426-50921-0
- Die Liebe der Baumeisterin. Knaur, München 2013, ISBN 978-3-426-65313-5
- Sommer der Freiheit. Knaur, München 2014, ISBN 978-3-426-51216-6
- Tanz des Vergessens. Knaur, München 2015, ISBN 978-3-426-51591-4
- Spiel der Hoffnung. Knaur, München 2016, ISBN 978-3-426-51592-1
- Das Haus der schönen Dinge. Knaur, München 2017, ISBN 978-3-426-51937-0
- Der Himmel über unseren Träumen. Knaur, München 2018, ISBN 978-3-426-51938-7
- Das Lichtspielhaus. Knaur, München 2019, ISBN 978-3-426-52324-7
- Die Tochter des Zauberers – Erika Mann und ihre Flucht ins Leben. Aufbau, Berlin 2020, ISBN 978-3-7466-3581-1
- Die letzte Schuld. Aufbau, Berlin 2021, ISBN 978-3-7466-3708-2
- Die Buchhandlung in der Amalienstraße. List, München 2022, ISBN 978-3-471-36044-6
- Wir träumten vom Sommer. List, München 2023, ISBN 978-3-471-36056-9

Erzählungen in Anthologien
- In Loam dahoam, in: Tatort München, Vertigo, München 2003, ISBN 978-3-934028-06-7
- Beichte auf Probe, in: Tatort Kanzel, Friedrich Wittig Verlag, Kiel 2004, ISBN 3-8048-4487-1

- Das Beltheimer Gericht, in: Tatorte. Kurzkrimis zur Criminale 2006. Kontrast, Pfalzfeld 2006, ISBN 3-935286-62-7
- Das alte Lied in: Nur Bacchus war Zeuge. Emons, Köln 2006, ISBN 978-3-89705-459-2
- Freiwild, in: Mörderischer Westen. Bookspot, München 2007, ISBN 978-3-937357-23-2
- Acht gegen acht, in: München blutrot, Kölnisch-Preußische Verlagsanstalt, Köln 2009, ISBN 978-3-940610-07-2
- Ein Prost auf Peternach, in: Bis zum letzten Tropfen, Emons, Köln 2010, ISBN 978-3-89705-765-4,
- Da waren es nur noch drei, in: Bitterer Nachgeschmack, Gmeiner Verlag, Meßkirch 2013, ISBN 978-3-8392-1468-8

- Freunde, in: Mordsmäßig Münchnerisch, Hirschkäfer Verlag, München 2017, ISBN 978-3-940839-55-8
- Der Bergadler, in: Mords-Bescherung 3, Emons, Köln 2018, ISBN 978-3-7408-0420-6 EJ

- Gottesurteil in: Mordsgipfel, edition tingeltangel, München 2021, ISBN 978-3-944936-57-4

Hörbücher
- Hexengold. Audio Media Verlag, München 2011, ISBN 978-3-86804-619-9 (6 CDs, gelesen von Julia Fischer)
- Die Wundärztin. Lübbe Audio, Köln 2010, ISBN 978-3-7857-4194-8 (6 CDs, gelesen von Dana Geissler)
- Gold und Stein. Lübbe Audio, Köln 2012, ISBN 978-3-7857-4684-4
- Die Liebe der Baumeisterin. Lübbe Audio, Köln 2013, ISBN 978-3-7857-4917-3
- Das doppelte Gesicht. Aufbau Audio, Berlin 2021, ISBN 978-3-96105-491-6
- Die letzte Schuld. Aufbau Audio, Berlin 2022, ISBN 978-3-96105-502-9

## Auszeichnungen
- 2014 Goldener Homer in der Kategorie Beziehung & Gesellschaft für Die Liebe der Baumeisterin